# Touvarno Pinas
Touvarno Pinas (Distretto di Wanica, 25 novembre 1985) è un calciatore surinamese, difensore del DWS.

## Carriera
Ha collezionato oltre 80 presenze nella massima serie israeliana con varie squadre.

## Palmarès

### Club

#### Competizioni nazionali
- Coppa Toto: 1

Hapoel Haifa: 2012-2013